# 高突足襞蛞蝓
高突足襞蛞蝓（学名：Laevicaulis alte）为腹足綱有肺類足襞蛞蝓科滑阳蛞蝓属。分布于日本、印度、马来群岛以及东南亚各国、台湾以及中国的广东、海南、广西、香港、澳门等地，生活环境为陆地，多生活于山区、丘陵地带灌木丛、草丛中、公园、住宅附近乱石堆裡、石块下，生存於潮湿、多腐殖质的环境。

## 外觀
有着圓圓、深色的身體，沒有外殼的蛞蝓。長約7到8厘米。它的皮膚有輕微結節狀。中央龍骨是彩色米色。

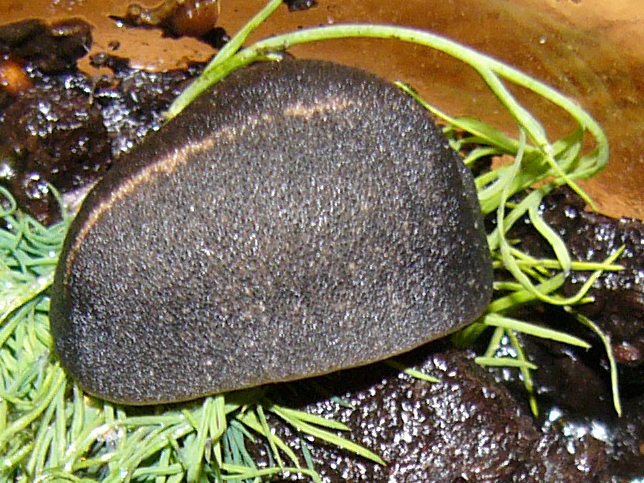
View of contracted individual, the anterior end is to the right

## 寄生物
與大多數的腹足綱軟體動物一樣，高突足襞蛞蝓是廣東住血線蟲（Angiostrongylus cantonensis）之中間宿主，可引起广州管圆线虫病。

## 捕食者
本物種會被虎紋蛙（Rana tigrina）獵食，從而亦成為了廣東住血線蟲的中間宿主。此外，根據Raut and Panigrahi (1991)的觀察，在印度有本物種被一種名為Fuscuropoda marginata (C.L. Koch)的蟎蟲攻擊的紀錄：這種蟎蟲無論在實驗室或田野環境均被發現為攻擊本物種的背部，然後以其表皮為食，直到蛞蝓的表皮洞穿；蛞蝓一般會在兩星期內死亡，因此這些蟎蟲被視為控制蛞蝓的有效生物控制手段。

## 分佈
本物種的原產地在西非或東非。目前分佈在下列各地：
- 坦桑尼亞[6]

在以下各地被認為是入侵物種：

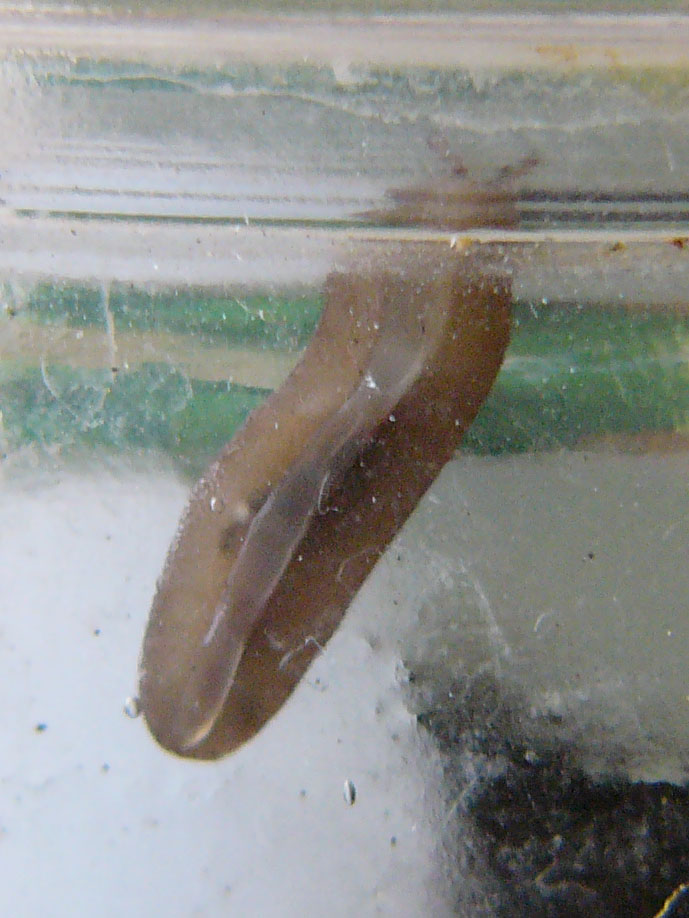
Ventral view of foot of juvenile specimen

- 南亞
- 台灣[8]
- 美國 (夏威夷)[9]
- 印度洋上的島嶼
- 中国大陆
- 澳洲 (自1889年起)
- 萨摩亚
- 其他

## 外部連結
維基物種上的相關：高突足襞蛞蝓
- 高突足襞蛞蝓在NCBI的頁面連結

- articles at PubMed
- Profile at ITIS[永久]
- Distribution in Australia （页面存档备份，存于）
- Distribution in United States （页面存档备份，存于）
- In English （页面存档备份，存于） and in Chinese （页面存档备份，存于）

Images:
- Drawing of ventral part of body, photo (In Japanese)
- Laevicaulis alte at  Samoan Snail Project
- Photo (Japanese)
- （页面存档备份，存于）,  （页面存档备份，存于） (Japanese)
- Photo (Japanese)

Genome:
- Sequences 18S rRNA
- Vernacular names:  （页面存档备份，存于）:
  - 皺足蛞蝓 (Chinese)
  - アシヒダナメクジ (Japanese)